# Timur Schah Durrani

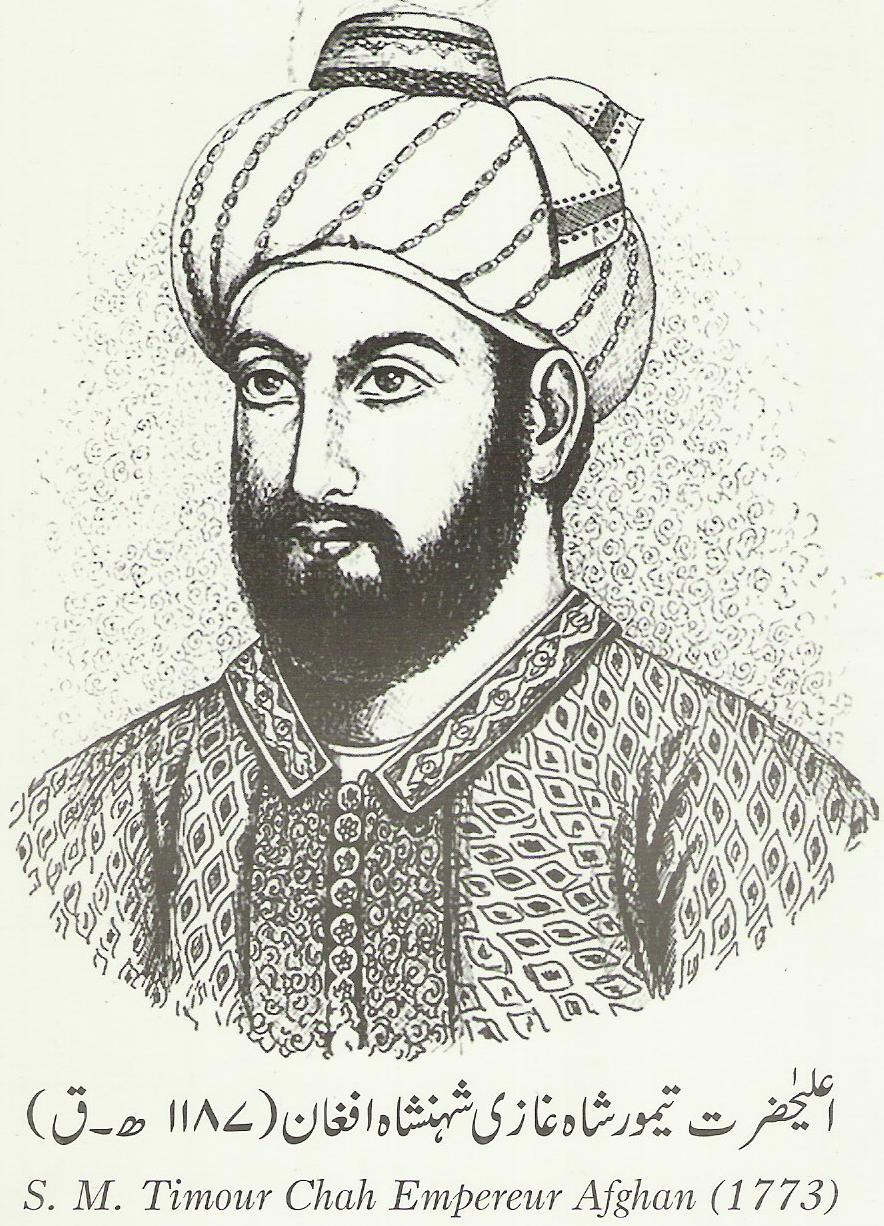
Timur Schah

Timur Schah Durrani (* 1748 in Maschhad, Chorasan; † 18. Mai 1793 in Kabul) war der zweite Sohn des Ahmad Schah Durrani und der zweite König aus der paschtunischen Durrani-Dynastie, die kurzzeitig das zweitgrößte islamische Reich jener Zeit regierte. Aus dem Reich ging das heutige Afghanistan hervor. Die Namensgebung Afghanistan geschah zum ersten Mal im Jahre 1801. Am 16. Oktober 1772 folgte Timur seinem Vater auf den Thron. Widerwillig wurde er von den Klanführern akzeptiert. Seine Herrschaft dauerte bis zu seinem Tod und war von Bürgerkriegen geprägt. Die Hauptstadt wurde von Kandahar nach Kabul verlegt.
Timur Schah kam schnell zur Macht über das Land. Er heiratete eine Tochter des Moghul-Kaisers Alamgir II. (1699–1759), wodurch er Sirhind als Mitgift bekam und später von seinem Vater zum Regenten über Pandschab, Kaschmir und Sirhind (1757) gemacht wurde. Diese Gebiete regierte er ein Jahr von Mai 1757 bis April 1758, erreichte es aber nicht, Recht und Ordnung zu etablieren. Seine Hauptstadt war Lahore, sein Wesir der General Dschahan Khan. 
Adina Beg Khan, Regent des Julundur Doab, regierte zusammen mit Raghunath Rao das Marathareich und forderte Timur Schah über den Pandschab heraus. 1759 gelang es Ahmad Schah schließlich, den Pandschab zu erobern. Mit einer Heeresstärke von 60.000 Mann besiegte er die Marathatruppen, die lediglich mit 45.000 Mann kämpften. In der Schlacht von Panipat am 14. Januar 1761 entschied sich das Schicksal für die Moghulen. 
Timur Schah starb 1793. Ihm folgte sein fünfter Sohn als Zaman Schah auf den Thron.